# Catopsilia florella
The African Migrant, African Emigrant, hoặc Common Vagrant (Catopsilia florella) là một loài bướm ngày thuộc họ Bướm xanh. Nó được tìm thấy ở Châu Phi (bao gồm Madagascar), quần đảo Canaria, Sri Lanka, Ấn Độ, Myanma, và Trung Quốc.

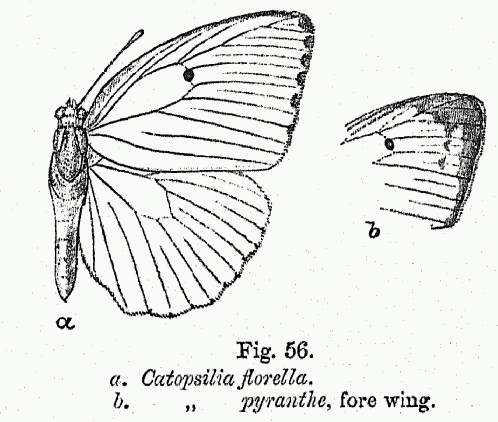

Sải cánh dài 54–60 mm đối với con đực và 56–66 mm đối với con cái. Con trưởng thành bay quanh năm. From South Africa, adults migrate from summer to autumn. They fly in a đông bắc direction.
Ấu trùng ăn Senna occidentalis, Senna septentrionalis, Senna petersiana, và Senna italica.

## Hình ảnh

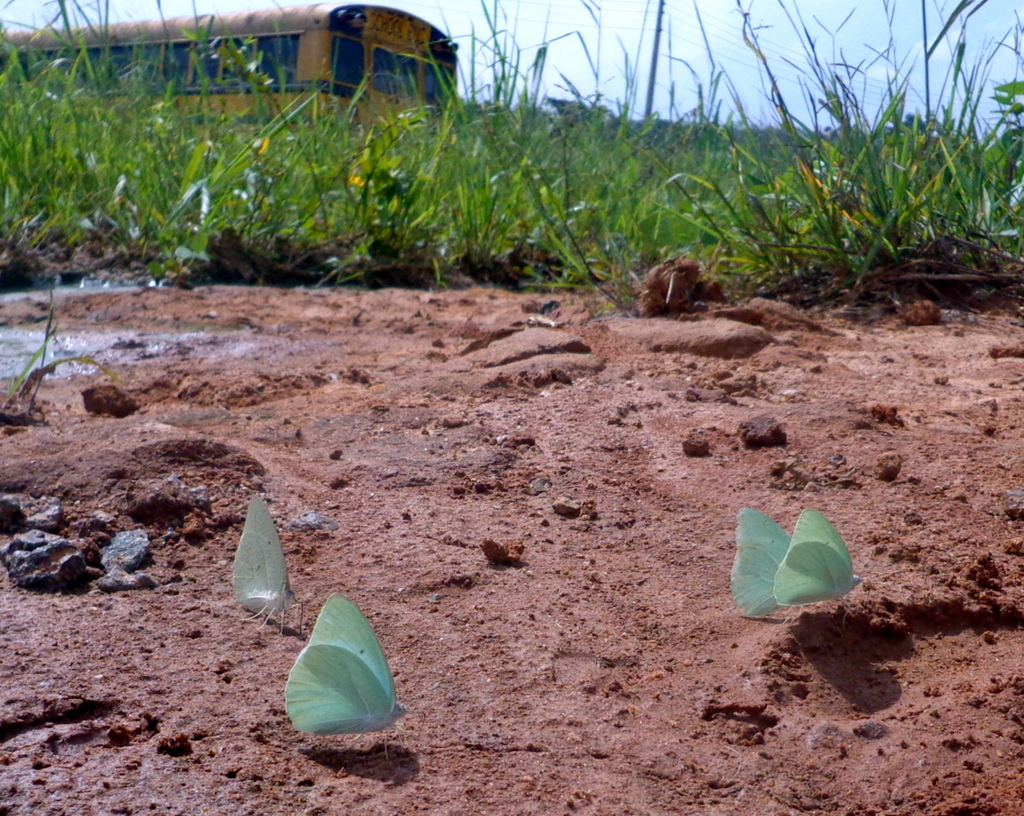
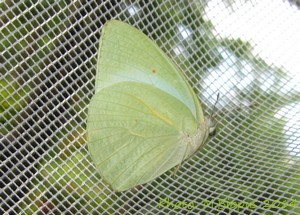